# لاسلو رایک
لاسلو رایک (مجاری: Rajk László؛ ۸ مارس ۱۹۰۹ – ۱۵ اکتبر ۱۹۴۹) سیاست‌مدار کمونیست مجار بود.
رایک پس از جنگ جهانی دوم ابتدا در رده‌های بالای حزب کمونیست مجارستان و بعداً در ‎۱۹۴۶–۱۹۴۸ به عنوان وزیر کشور منصوب شد. او در سازماندهی اولین دادگاه‌های نمایشی نقش داشت و یکی از مجریان تاکتیک سالامی بود. اما پس از مدتی ماتیاش راکوشی که او را تهدیدی برای قدرت خود می‌دید به او اتهام جاسوسی برای مارشال تیتو زد. رایک سرانجام در ۱۹۴۸ اعدام شد.